# 馬加迪湖
馬加迪湖（Lake Magadi）是肯亞最南端的內陸湖泊之一。屬於肯亞的裂谷區。在肯亞首都奈洛比的西南方約80公里。由斷層陷落形成。南北長約48公里，東西寬約14公里。面積依雨季或旱季變化，通常是900到300平方公里。湖水含有大量的碳酸鈣，湖底沉積厚約4公尺的天然鹼，旱季時湖邊會有沉澱的鹽層。是肯亞天然鹼和食鹽主要產區、也是受歡迎的觀光區，在湖邊目前建有大型的天然鹼煉工廠。在此湖邊常可看到大群的紅鶴。